# Vallata del Precariti
La Vallata del Precarìti prende il nome dalla fiumara: Precariti. Qui si trovano i comuni di Placanica e Stignano.

## I comuni
| Stemma | Città     | Popolazione (ab) | Superficie (km2) |
| ------ | --------- | ---------------- | ---------------- |
|        | Placanica | 1255             | 29 km²           |
|        | Stignano  | 1387             | 17 km²           |

## Storia

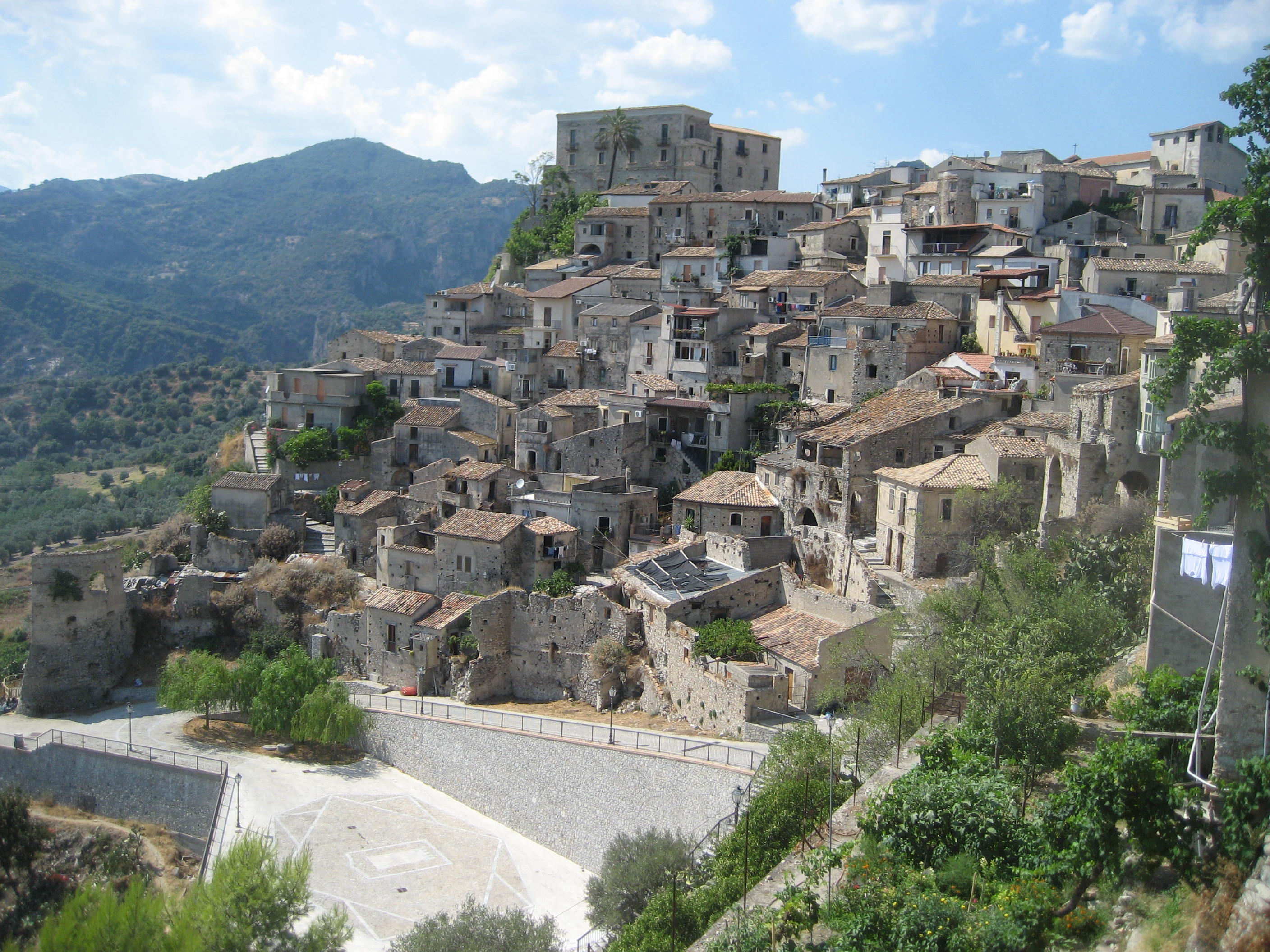
Borgo antico di Placanica

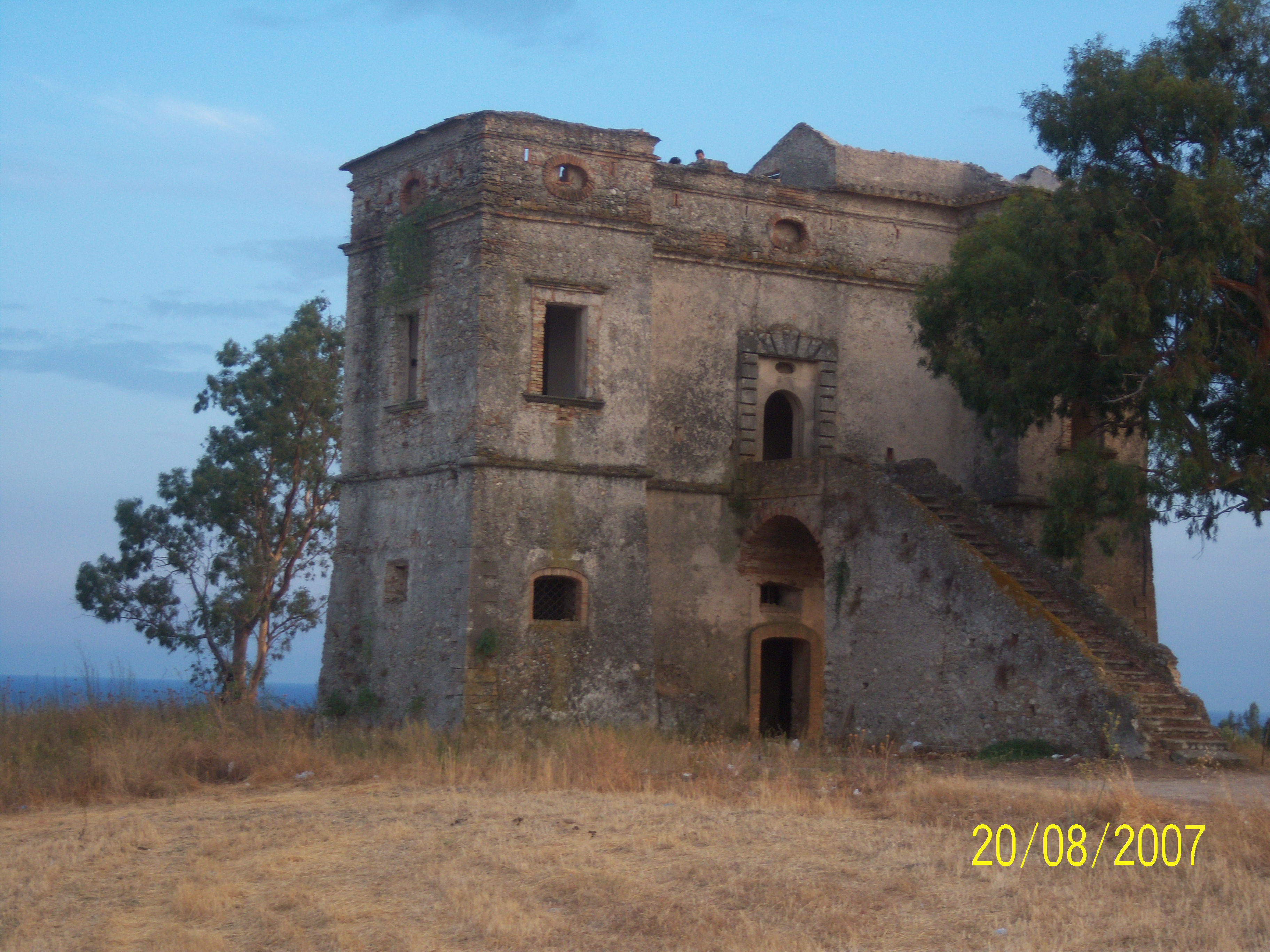
Castello San Fili di Stignano (XVII)

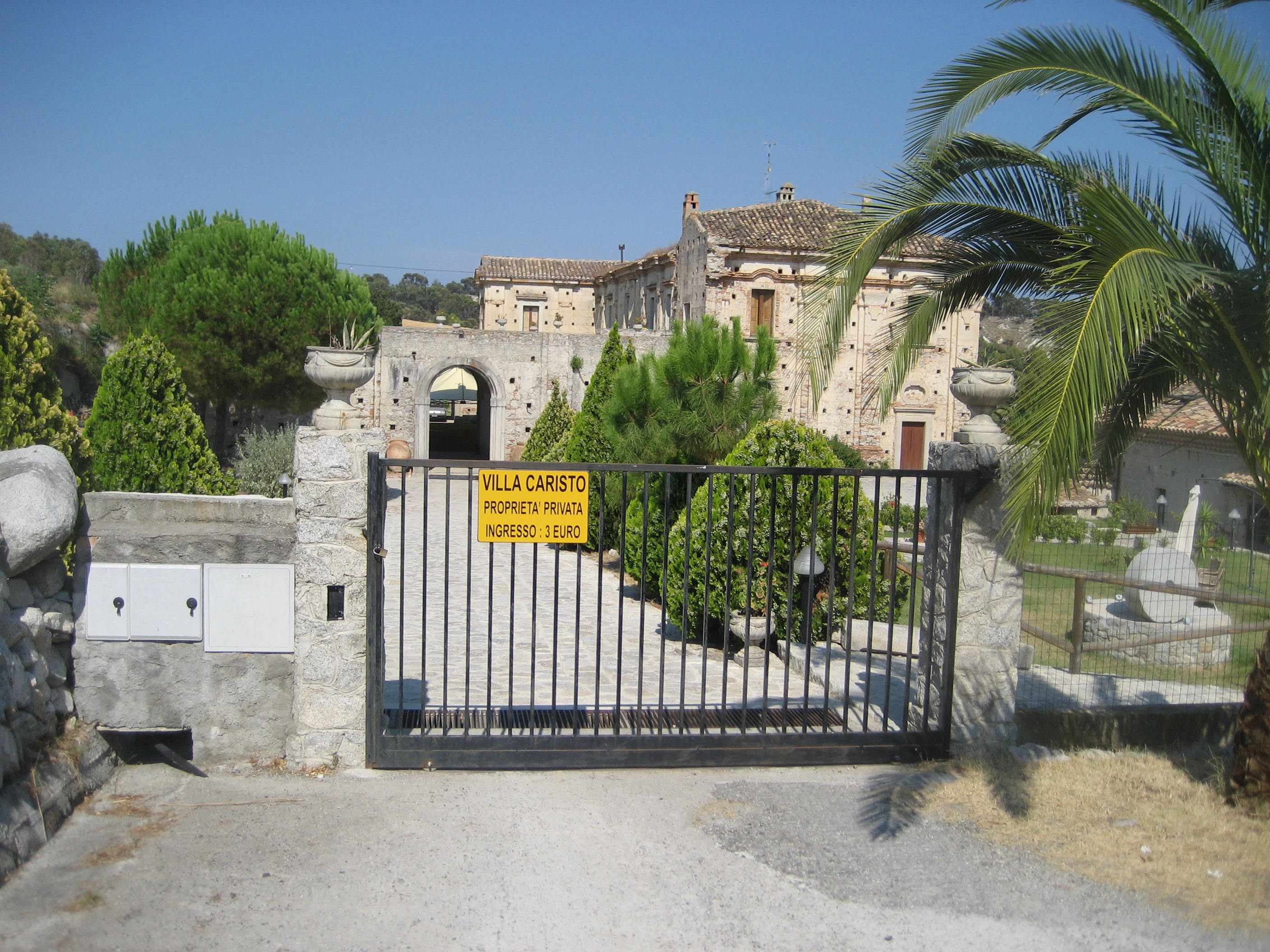
Villa Caristo a Stignano (XVIII)

L'area per tutto il medioevo e l'età moderna fino al 1811 è sotto l'influenza del regio demanio di Stilo.
Nel 1968 nasce e poi cresce il culto per la Madonna dello Scoglio in località Santa Domenica a Placanica, nella quale è ubicato un santuario ad essa dedicato e dal 2008 riconosciuto ufficialmente come culto dalla chiesa cattolica.

## Trasporti
la SP93 che collega Riace marina a Riace e Camini; la SP92 che collega la SS 106 con Placanica; la SP94 che collega la SP92 con Stignano, la SP88 che collega Caulonia Marina con Caulonia e la frazione di Santo Nicola; la SP90 che collega la SP89 con la frazione Ursini, Campoli Cerasara e Campoli Ruvetti, la SP89 che collega la SS106 con la frazione di Focà con la SP88.